# 1945 في السعودية
تحتوي هذه المقالة على أهم الأحداث التي شهدتها السعودية في 1945، إضافة إلى أهم الشخصيات السعودية التي وُلدت أو تُوفيت في هذه السنة.

## السياسة

### الحكم
الملك: عبد العزيز بن عبد الرحمن آل سعود

## أحداث
- أول رحلة جوية للملك عبد العزيز.[1]

- افتتاح أول مطار رسمي بجدة.[2]
- تأسيس جامعة الدول العربية بسبع دول عربية منها السعودية . [3]

### يناير
- 24: لقاء الملك عبد العزيز والملك فاروق بالقرب من جبل رضوى في ينبع، وقد عُرف اللقاء بـ”قمة رضوى”.[4][5]

### فبراير
- 14: لقاء الملك عبد العزيز والرئيس الأمريكي فرانكلين روزفلت على ظهر الطراد الأمريكي (كوينسي) في البحيرات المرة بقناة السويس.[6]
- 17: اجتماع الملك عبد العزيز مع رئيس الوزراء البريطاني ونستون تشرشل، وذلك في الفيوم بمصر.

### مارس
- 1: قيام الملك عبد العزيز بإعلان الحرب على ألمانيا، الأمر الذي أدى إلى قطع العلاقة بين الدولتين حتى سنة 1957م.[4]

### أبريل
- 13: أمر سامي يصدر تعليمات بشأن تصريف أقمشة التموين نصه: إحصاء أرباب الدكاكين الذين يبيعون الأقمشة بالقطاعي و يوزعونها على التجار بالجملة، يحصل أرباب الدكاكين بضائع تكفي لأسبوع واحد من التجار ولا يمنحون بضاعة الأسبوع الثاني إلا بعد أخذ بيان بتصريفهم لبضاعة الأسبوع الأول.[7]
- 20: الكولونيل ماكين و الكولونيل هوايت و الكولونيل اولدريش و اللفتنانت كولونيل كد يتواجدون في جدة لحضور حفل تقديم طائرة هدية من الرئيس روزفلت إلى المملكة العربية السعودية بمناسبة الاجتماع التاريخي الذي تم بين الرئيس روزفلت و الملك عبدالعزيز بن عبدالرحمن آل سعود. [8]

- 24: السعودية تحضر مؤتمر الأمم المتحدة المنعقد في سان فرانسيسكو.[4]

### مايو
- 25 : أحمد عبدالغفور عطار يقدم مجلد من ثلاثة أجزاء بمناسبة الذكرى الحادية والعشرين لجلوس جلالة الملك عبدالعزيز آل سعود تناول فيه عبقريته و شخصيته و شجاعته و ثقافته ومفتاح شخصيته و حياته اليومية ونواحيه الإنسانية وتاريخ البلاد السياسي والعلمي والاقتصادي والجغرافي وتاريخ النهضة العربية الجديدة كما حوى تاريخ جناحي الصقر "سعود وفيصل" والقوادم الأمراء عبدالله بن عبدالرحمن و محمد بن عبدالعزيز والأمير منصور.[9]

- 27: تأسيس الخطوط الجوية العربية السعودية.[10]

### يونيو
- 23: أمانة العاصمة المقدسة تصدر قرار بمنع تخزين المواد الملتهبة مثل البنزين والغاز و الحشيش والبارود والشقادف والأخشاب داخل العمران وأن من يضعها سيعرض نفسه للعقوبة. [11]

- 26: السعودية توقع على ميثاق الأمم المتحدة في مؤتمر سان فرانسيسكو بحضور وفد يرأسه وزير الخارجية آنذاك فيصل بن عبد العزيز.[12]
- 29: صدور الأمر العالي لنظام الموظفين العام و تشمل مواده الوزراء والحكام الإداريون والمديرون العامون وهي شاملة تصنيف الوظائف العامة إلى 11 مرتبة و مرتبة ممتازة تقسم إلى ثلاث حلقات حيث تتالف الحلقة الأولى من المرتبة الممتازة والمراتب من 1 - 5 و الحلقة الثانية من المراتب 6 -9 و الحلقة الثالثة من المرتبتين 10-11. [13]

### يوليو
- 3: مدرسة الهفوف في الأحساء تقيم حفل تكريم ضخم بحضور ما يقارب ألف شخص من علماء البلاد وكبار موظفيها و بحضور ولي العهد الأمير سعود بن عبدالعزيز آل سعود. [14]
- 20: يوسف ياسين يغادر المملكة العربية السعودية إلى مصر نيابة عن الملك عبدالعزيز آل سعود لحضور مؤتمر للجامعة العربية.[15]
- 27: اعلان القائمة الأولى لجمع تبرعات لمنكوبي سوريا شملت تبرع الأمير منصور وزير الدفاع و أمير الطائف عبدالعزيز بن معمر و الشيخ أمين فودة و عبدالله الشيبي و الشيخ عرابي سجيني و عبدالله رضا و شركاه و الشيخ عمر بوقري و أخوانه و أديب بك الحبال و أكرم بك شومان و أحمد قزاز و أخوانه وبكري قزاز و عبدالله قاضي و عبدالله الفضل و الأمير تركي العبدالله و الشيخ فهد بن غشيان و الشيخ محمد بن ملوح والشيخ عبدالله كاظم و الشيخ بهجة البيطار. [16]

### أكتوبر
- 24: السعودية أصبحت عضواً في الأمم المتحدة.[4]

## مواليد
- بندر بن عبدالله بن فيصل آل سعود، طيار عسكري.